# Speiseeishersteller

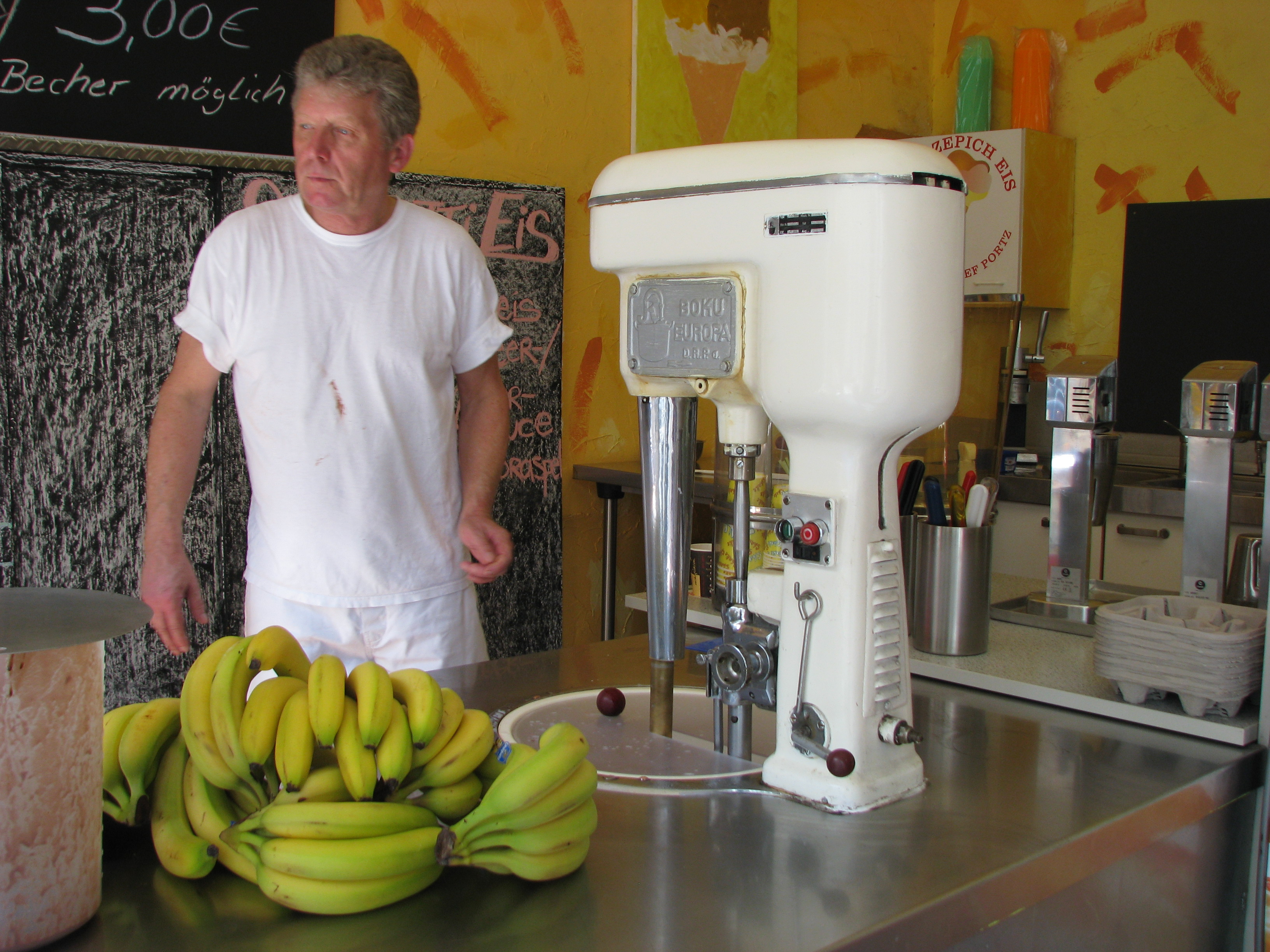
Speiseeishersteller

Speiseeishersteller ist ein ehemaliger Ausbildungsberuf in Deutschland, der von 2008 bis 2014 bestand. Er wurde abgelöst durch die Berufsausbildung zur Fachkraft für Speiseeis, die wiederum im Jahr 2019 außer Kraft trat.
Speiseeishersteller wurde im Juni 2008 als anerkannter Ausbildungsberuf nach dem deutschen Berufsbildungsgesetz (BBiG) und der Handwerksordnung (HwO) eingerichtet. Die Ausbildung war auf zwei Jahre angelegt und umfasste neben der Herstellung von Speiseeis und kleinen Gerichten (Eisspeise) sowie dem Einsatz im Verkauf und Service auch betriebswirtschaftliche Aspekte. Er trat Ende Juli 2014 außer Kraft und wurde durch den Beruf Fachkraft für Speiseeis abgelöst. Deutschlandweit haben sich in diesem Zeitraum im Jahresschnitt rund 40 junge Frauen und Männer zu Speiseeisherstellern ausbilden lassen.
Fachkraft für Speiseeis wurde im August 2014 als anerkannter Ausbildungsberuf eingerichtet und löste die Ausbildung zum Speiseeishersteller ab. Die Berufsausbildung war auf nunmehr drei Jahre angelegt und umfasste neben den bisherigen Ausbildungsinhalten eine umfassendere gastronomische Ausbildung. Die Berufsausbildung wurde Ende Juli 2019 eingestellt. Die Speiseeisherstellung lernt man weiterhin in der Ausbildung zum Patissier, was in Deutschland allerdings kein Ausbildungsberuf ist.   

## Bekannte Speiseeishersteller (Auswahl)
- Peter Paul Sarcletti (* 1857 in Banco, einem Bezirk von Trient), kam als gelernter Kupferschmied auf seiner Wanderschaft nach Holland, wo er die Kunst der "Speiseeis-Herstellung" erlernte. Anschließend ging er nach München und verkaufte im Jahre 1879 sein erstes selbstgemachtes Speiseeis, womit die lange Tradition der Münchener „Eis-Familie“ Sarcletti begann.[4][5][6]